# Arctornis peninsularis
Arctornis peninsularis är en fjärilsart som beskrevs av Holloway 1982. Arctornis peninsularis ingår i släktet Arctornis och familjen tofsspinnare. Inga underarter finns listade i Catalogue of Life.